# Тельма (фильм, 2024)
«Тельма» (англ. Thelma) — американская кинокомедия 2024 года сценариста и режиссёра Джоша Марголина. Главную роль исполнила Джун Скуибб. Мировая премьера фильма состоялась  18 января 2024 года на кинофестивале «Сандэнс».

## Сюжет
Когда 93-летнюю Тельму Пост обманул телефонный мошенник, выдававший себя за её внука Дэнни, она отправляется в сложное, но увлекательное путешествие на одолженной у приятеля электрической инвалидной коляске по всему городу, чтобы вернуть то, что у неё отняли.

## В ролях
- Джун Скуибб — Тельма Пост
- Фред Хехингер — Дэнни
- Ричард Раундтри — Бен
- Паркер Поузи — Гейл
- Кларк Грегг — Алан
- Малкольм Макдауэлл — адвокат
- Николь Байер — Рошель[2]
- Корал Пенья — девушка Дэнни[3][4]
- Чейз Ким — детектив Морган
- Банни Ливайн — подруга Тельмы
- Дэвид Джулиани — Гэри

## Восприятие
Автор сайта RogerEbert.com Брайан Таллерико высоко оценил игру Скуибб, также отметив, что «с одной стороны, это относительно простая „комедия Сандэнса“, но она возвышается за счёт проникновенных персонажей, острого чувства юмора, который никогда не бывает здесь злым, и искренней любви к человеческой природе». Питер Дебрюж в своей рецензии отметил: «„Тельма“ может позиционировать себя как нетрадиционный боевик, но на самом деле это скорее ситком». Фионнуала Халлиган (Screen International) резюмирует: «Развязка „Тельмы“ предсказуема и, возможно, несколько разочаровывает — но и не в этом суть фильма, так что давайте забудем и пойдём дальше, как все эти пенсионеры. За всё, что она делает и пытается сделать, Тельму будут прославлять. Даже если для этого внукам повсеместно придётся объяснять, как работают стриминговые сервисы».